# Sinja Trotter
Sinja Trotter (* 29. November 1985) ist eine ehemalige deutsche Crosslauf-Sommerbiathletin.
Sinja Trotter startete für die Sportschützen Ammerbuch. Sie lebt in Tübingen und wurde von Hans-Ulrich Spengler trainiert. In Osrblie startete Trotter bei den Juniorenrennen der Sommerbiathlon-Weltmeisterschaften 2004 und belegte dort die Plätze 25 im Sprint, 29 in der Verfolgung, 24 im Massenstart sowie sechs mit der Staffel zu der zudem die Schwestern Franziska und Stefanie Hildebrand gehörten. 2006 kamen in Ufa die Ränge 16 im Sprint, elf in der Verfolgung und erneut mit Judith Wagner, Niklas Heyser und Wolfgang Kinzner sechs mit der nun als Mixed ausgetragenen Staffel. National waren die Deutschen Meisterschaften im Sommerbiathlon 2006 in Oberhof am Erfolgreichsten für Trotter. Mit Wagner und Andrea Pögl gewann sie den Titel im Kleinkaliber-Staffelrennen, im Sprint musste sie sich einzig Monika Liedtke geschlagen geben und im Massenstart kam eine Bronzemedaille hinter Liedtke und Nicole Kneller hinzu.